# Houtige plant
Houtige planten of houtige gewassen (planta lignosa) zijn overblijvende planten die worden gekenmerkt door secundaire diktegroei, waardoor de takken, stammen en wortels veel hout bevatten. Houtige planten zijn bomen, struiken en lianen. Ook de cactus Pereskia grandifolia behoort tot de houtige planten.
- Boom: bomen hebben in het algemeen onderscheid tussen takken en de (hoofd-)stam.
- Struik of heester: struiken worden gekenmerkt doordat ze zich onmiddellijk boven of al in de grond vertakken in een aantal takken.
- Liaan: lianen hebben steun nodig van andere planten om omhoog te groeien (houtige klimplanten, zoals wilde kamperfoelie, druiven).

Het symbool, waar een houtige plant in de Species plantarum door Linnaeus wordt weergegeven, is , wat ook het astronomische symbool voor de planeet Saturnus is.